# Serhij Nahornjak

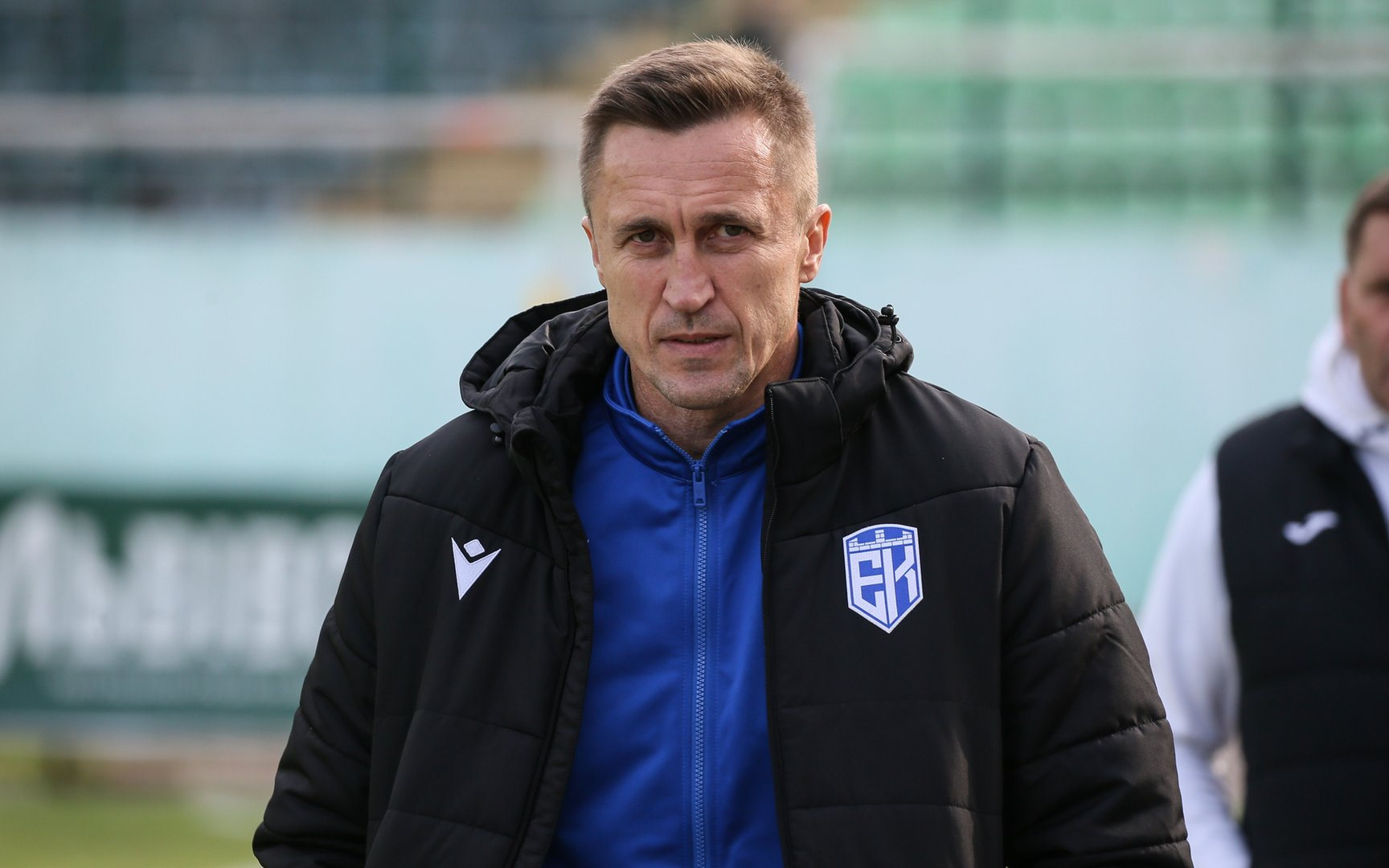
Serhij Nahornjak, 2022

Serhij Mykolaiowytsch Nahornjak (ukrainisch Сергій Миколайович Нагорняк; * 5. September 1971 in Winnyzja) ist ein ehemaliger ukrainischer Fußballspieler. Der Stürmer und Mittelfeldspieler war ukrainischer Nationalspieler.
Er spielte ab 1992 bei Worskla Poltawa in der zweithöchsten ukrainischen Liga. 1993/94 war er bei Nywa Winnyzja und im ersten Halbjahr 1995 bei Spartak Moskau in Russland. Im Sommer wechselte er zurück in die Ukraine zu Dnipro Dnipropetrowsk, wo er bis 1998 unter Vertrag stand. Mit dem Klub war er 1997 Pokalfinalist. 1999 war er bei Schachtjor Donezk und wechselte dann nach China, wo er für Shenyang Haishi und Shandong Luneng Taishan spielte. Weitere Stationen waren Arsenal Kiew, Jiangsu Sainty und Wolyn Luzk. 2005/06 spielte er bei Metalurh Saporischschja, mit dem er am Ende seine Karriere nochmal das Finale des Ukrainischen Pokals erreichte.
Nahornjak hatte zwischen 1994 und 2002 insgesamt 14 Länderspieleinsätze. Nach dem Weltmeisterschaftsqualifikationsspiel gegen Kroatien im Oktober 1997 war sein Dopingtest positiv auf Bromantan und er wurde für zwei Jahre gesperrt.